# Faust (együttes)
A Faust (jelentése: ököl) német krautrock/experimental rock együttes. Lemezeiket az Art-errorist, Klangbad Records, Recommended Records, Virgin Records és Polydor Records kiadók jelentetik meg. 1975-ben feloszlottak, de 1990 óta újból aktív a zenekar. A Can-nel, a Neu!-jal és az Amon Düül II-vel együtt a német krautrock/experimental rock műfajok úttörőinek számítanak. A BBC a "német Beatles"nek hívta a Faustot, annak ellenére, hogy zenéjükben egyáltalán nem hasonlítanak a Beatles-hez. Az együttes negyedik, Faust IV című albuma bekerült az 1001 lemez, amelyet hallanod kell, mielőtt meghalsz című könyvbe.

## Története
1971-ben alakultak Wümme faluban. Leszerződtek a Polydor Recordshoz, és megjelentették első nagylemezüket. 1972-ben már második stúdióalbumuk is piacra került. Ezután leiratkoztak a Polydor repertoárjáról, és átiratkoztak a brit Virgin Recordshoz. Harmadik lemezük már ennél a kiadónál jelent meg. Megjelentettek még egy pár stúdióalbumot, aztán 1975-ben feloszlottak. Feloszlásuk után ismeretlen, mi történt a zenekarral. 1990-ben újraalakultak. A zenekar többször kollaborált a rövid életű, brit "Slapp Happy" zenekarral is. Eredeti tagjai, Werner Diermaier, Jean-Hervé Péron és Gunther Wüsthoff a Slapp Happy első két lemezén is játszott.

## Diszkográfia
- Faust (1971)
- Faust So Far (1972)
- The Faust Tapes (1973)
- Faust IV (1973)
- Rien (1994)
- You Know FaUSt (1997)
- Faust Wakes Nosferatu (1997)
- Ravvivando (1999)
- C'est Com...Com...Complique (2009)
- Faust is Last (2010)
- Something Dirty (2011)
- J US t (2014)
- Fresh Air (2017)
- Krystal "Belle" Boyd (2020)